# بخش گتاب
بخش گتاب یکی از بخش‌های شهرستان بابل در استان مازندران در شمال ایران است.

## تقسیمات کشوری
- بخش گتاب
  - دهستان گتاب جنوبی
  - دهستان گتاب شمالی

شهرها: گتاب

## جمعیت
بنابر سرشماری مرکز آمار ایران، جمعیت بخش گتاب شهرستان بابل در سال ۱۳۸۵ برابر با ۴۵۱۰۹ نفر بوده‌است.